# Epimedium youngianum
Epimedium youngianum är en berberisväxtart som beskrevs av Fisch. och Mey.. Epimedium youngianum ingår i släktet sockblommor, och familjen berberisväxter. Inga underarter finns listade i Catalogue of Life.